# پروفسور تاناکا
پروفسور تاناکا (انگلیسی: Professor Tanaka؛ ۶ ژانویهٔ ۱۹۳۰ – ۲۲ اوت ۲۰۰۰) با نام اصلی چارلز جی. کالانی. جی‌آر (Charles "Charlie" J. Kalani, Jr). یک کشتی‌گیر حرفه‌ای، رزمی‌کار و هنرپیشه بیش از ۲۵ فیلم اهل ایالات متحده آمریکا بود.